# Banánový Joe
Banánový Joe je italsko-německá filmová komedie režiséra Stefano Vanzina z roku 1982. Hlavní roli veselého mírumilovného a nevzdělaného dobráka Banánového Joea hrál Bud Spencer.

## Obsah
Banánový Joe žije v domorodé vesnici zvané Amantido uprostřed džungle jako opatrovatel tamějších domorodců a obchodník s banány. Tím, že žije v džungli daleko od civilizace, nemůžeme se divit, že neumí číst, psát, počítat a ani neví jak se jmenuje (kromě jeho přezdívky samozřejmě). Jednou, když jede s dovážkou banánů na pevninu, zastaví ho zdejší policista a loď mu zabaví, protože Joe nemá licenci k obchodování. Ten ale ani neví, co to ta licence je. A tak se Joe vydává na vlastní pěst do ruchu civilizace a snaží se najít své pravé jméno, a samozřejmě povolení k obchodu. Zároveň ale řeší problémy s velkoobchodníkem s banány, váženým panem Torsillou…

## Obsazení
- Banánový Joe – Bud Spencer
- Dorianna – Marina Langner – zpěvačka, do které se Joe později zamiluje
- Manuel – Mario Scarpetta – Joeův dobrý přítel
- Torsillo – Gianfranco Barra – velkoobchodník s banány